# モンタナ州議会
モンタナ州議会(英語:The Montana State Legislature)は、アメリカ合衆国モンタナ州の州議会である。 両院制の議会で、100名のモンタナ州下院と50名のモンタナ州上院で構成される。州議会はヘレナのモンタナ州会議事堂で開かれる。

## 会期及び権限
モンタナ州議会は、奇数年に90日以内の会期で定例議会を開くことを定めている。 議会の主な仕事は、均衡のとれた2年ごとの予算を可決し、知事の承認を得ることである。知事が法案に拒否権を発動した場合、議会は3分の2の賛成で拒否権を覆すことができる。

## 任期制限
議員の任期は上下両院とも8年以内だが、終身制ではなく連続制である。

## 党派
モンタナ州の州制が始まって以来、議会は一貫して党派に沿って互角に分かれてきた。1972年に現行州憲法が採択され、州史上初めて1人区制が導入されて以来、州上院は9会期で民主党が、16会期で共和党が制してきた。同じ期間、州下院は8回が民主党、15回が共和党が支配し、2回が同数となった。州法によると、同数の場合は現職知事の所属政党に主導権が移る。第67議会（2021年-2022年）は共和党が支配し、下院は共和党67名、民主党33名、上院は共和党31名、民主党19名であった。
第68議会（2023年-2024年）は共和党の「スーパー・マジョリティー」によって運営される。これは、共和党が上下両院の議席の3分の2を支配していることを意味し、共和党は州知事の拒否権を覆し、モンタナ州憲法改正案を可決できる可能性がある。

## 選挙区
選挙区は10年ごとに国勢調査の後に再編成される。2020年の国勢調査後の新しい境界線は、2024年の選挙から有効となる。